# Икономика
 Тази статия е за сферата на човешка дейност.  За науката вижте икономика (наука).  
Икономика (от гръцки: οίκος – „домакинство“ и νέμoμαι – „управлявам“) е област от производството, разпространението и търговията, както и потреблението на стоки и услуги от различни посредници. Разбрана в най-широкия си смисъл, „Икономиката се определя като социална област, която набляга на практиките, дискурсите и материалните изрази, свързани с производството, използването и управлението на ресурсите“
Дадена икономика е резултат от набор от процеси, които включват като основни фактори нейните култура, ценности, образование, технологична еволюция, история, социална организация, политическа структура и правни системи, както и нейната география, природни ресурси и екология. Тези фактори дават контекст, съдържание и определят условията и параметрите в които дадена икономика функционира. С други думи, икономическата област е социална област на човешките практики и сделки. Тя не стои изолирана от света.
Съвременния капитализъм е пазарна икономика, в която собствеността на производствения капацитет е притежаван и управляван от частния сектор. Ролята на държавата е ограничена, до голяма степен, и се свежда до определени задачи.
От друга страна, традиционният социализъм има икономика, основана на социално-разпределени ресурси, с държавно направляване на икономическите дейности и в която пазарите на свободния обмен на стоки и услуги се осъществяват на конкретно определени места или като износ, както и производството им, което се заменя с производство, търговия и дистрибуция,  направлявана от правителството и особено чрез централното икономическо планиране на дълги периоди и работата на държавни предприятия. В традиционната социалистическа икономика частните занаяти и дейности, които са и частни собственици на капитала (иначе наречен капиталист) и на земя (наречени собствениците на земя) не са разрешени в секторите или местата, в които има държавно производство или може да са забранени там, тоест тя трябва да се развиват отделно; разрешена е изцяло частната собственост на потребителски стоки.

## История

### В древността
В древността, икономиката се е основавала почти изцяло на земеделието с цел прехрана. Повечето хора са обменяли стоки с близките им. Думата икономика се появява в Древна Гърция, при обмяната на роби между свободните граждани. Един от икономическите въпроси бил този за недостига на ресурсите. Аристотел е първият, който прави разлика между обменна стойност и полезна стойност на дадена стока (в съчинението му „Политика“, Книга I).

### В Средновековието
През Средновековието, в центъра на икономическите дейности отново е била прехраната. Едва по време на Великите географски открития, завоевателите започнали да искат „рисков“ капитал – средства, чиито влагане ще бъде оправдано с богатствата, които ще бъдат донесени от Новия свят. Търговци като Якоб Фугер и Джовани ди Бичи (1360 – 1428) основали първите банки. Откритията на Марко Поло, Христофор Колумб (1451 – 1506) и Васко да Гама довели до създаването на първите глобални икономики. Първите предприятия се занимавали с търговия. Първата стокова борса била основана в Антверпен. По това време, смисъла на понятията икономика и търговия съвпадали.

### Колониализацията
Виж още Колониализация.
Европейските завоевания ставали колонии. Силните нации-държави Испания, Португалия, Франция, Великобритания и Нидерландия се опитвали да контролират търговията чрез мита и такси, целящи да защитят собствените им икономики. Меркантилизъм е след първите опити да се намери баланс между частните и държавните интереси. Влиянието на аристокрацията намаляло, били образувани първите държавни икономически органи. Банкери като Ротшилд (1773 – 1855) започнали да дават заеми за държавни проекти, като войни и инфраструктура.

### Индустриалната революция
Развитието на науката и техниката направило възможна индустриалната революция. Първият икономист в съвременния смисъл на думата бил Адам Смит (1723 – 1790). Той изказал хипотезата, че поддържането на свободна търговия е личен интерес на всеки човек, което се превърнало в антропологичната основа на икономиката. Много хора емигрирали от Европа в Америка в търсене на икономическа свобода. По същото време, в Европа, меркантилизмът (протекционизмът) започнали да отстъпват на свободния капитализъм, което довело до икономически растеж. Откритията в науката и тяхното приложение в техниката позволили масовото производство на стоки и разделянето на труда, които дали основа на индустриалната революция.

### Капитализъм и комунизъм
Механизацията на труда и преразпределението на благата увеличило благосъстоянието на притежателите на капитали, но и увеличило бедността и глада. Това довело някои философи, като Карл Маркс (1818 – 1883) и Фридрих Енгелс (1820 – 1895) да опишат икономиката като „система на капитализма“. Експлоатацията на труда и природата от страна на капиталистите създава излишък. Така капиталът ще се натрупва, което с крайна сметка ще унижощи конкуренцията. Затова, комунизма е трябвало да унижощи капитала. Първата планова икономика е била установена след Октомврийската революция от Ленин, но бързо е заменена 1921 г. с Новата икономическа политика (на руски: Новая экономическая политика, НЭП) която по същество е либерализация на пазара. През 1925 година, след смъртта на Ленин, Николай Бухарин става основният поддръжник на НЕП. Според болшевишката партия НЕП е просто временно решение и капиталистическите ѝ черти представляват един вид предателство на комунистическите принципи. Политиката бива изоставена от Йосиф Сталин, който я замества с първия петгодишен план (петилетка). Въвежда се планираната централизирана икономика. Други държави започнали да прилагат мерки, с цел да ограничат безконтролния капитализъм, т.нар. Манчестърски капитализъм.

### След Втората световна война
След хаоса на двете световни войни и Голямата депресия, хората започнали да търсят нови средства за контрол върху икономиката. Началото било дадено от икономистите Фридрих фон Хайек (1899 – 1992) и Милтън Фридман (1912 – 2006), които настоявали за създаване на механизъм за глобална световна търговия. Те са основоположници на т.нар. неолиберализъм. Предоминиращият възглед бил на Джон Мейнард Кейнс (1883 – 1946), който настоявал за по-строг контрол на пазара от страна на държавата – поставил началото на теорията, според която държавната намеса може да облекчи икономическите проблеми и да стимулира растежа. В края на 50-те години на 20 век икономическият растеж в Америка и Европа (т.нар. икономическо чудо, на немски: Wirtschaftswunder) – довел до нова форма на икономиката, в центъра на която била консумацията. През 1958 г. Джон Кенет Гълбрайт (1908 – 2006) започнал да говори за консуматорско общество. Икономическата система в повечето развити държави се определя като социална пазарна икономика.

### Краят на 20 век – началото на 21 век
След падането на Желязната завеса и преминаването на страните от Източния блок, включително България, към демократично управление и пазарни икономики, започва да се налага идеята за постиндустриалното общество, идея, която трябва да означи едновременно налагането на сектора на услугите за сметка на индустриалното производство, а също и нарасналата необходимост и ценност на знанието и креативността в бизнеса. В действителност идеята за постиндустриалното общество възниква през 70-те на 20 век , но тя особено се налага, за да опише ръстът на икономики като Китай в този период и сегашния момент (терминът е например използван от Бил Клинтън за да опише икономическия ръст в Китай през 1998).
С масовото навлизане на интернет особено след 2000 – 2001 възниква идеята за интернет и информационна икономика, както и се налага значението на електронната търговия и бизнес, както и разбирането за глобалното информационно общество. Експанзията на икономики като китайската и бразилската в същото време отменят правилото за западно-доминираните (от типа САЩ и Западна Европа) икономически модели, макар че в действителност те съдържат много от характеристиките на тези модели.

## Устройство на икономиката (стопанството)

### Сектори
Относително обособени дейности в икономиката изграждат верига от причинно-следствени връзки, на основата на които тя се разделя на четири сектора:
1. Първичен икономически сектор – добив на суровини (руди, горива) и отглеждане на растения и животни със селскостопанско предназначение;
2. Вторичен икономически сектор – индустриално преработване на добитите суровини в технологично нови материални изделия;
3. Третичен икономически сектор – услуги;
4. Четвърти икономически сектор – образование, научни изследвания, информационни технологии и изобщо дейности, основаващи се изключително на знанието. Във връзка с това се употребява и понятието икономика на знанието.

Първичният сектор е този с най-ниска добавена стойност, а последният съответно с най-високата добавена стойност, което означава, че той, при равни други условия, ще носи най-високата възвръщаемост.
В зависимост от стопанските деятели икономиката се дели най-общо на частен сектор, където предприемачството е на гражданите, и публичен сектор, където дейностите се извършват по решение на държавата. Публичният сектор се финансира с данъци от гражданите и предприятията

## Икономика на България
Икономиката на България е силно отворена пазарна икономика, на 70-о място в света в 2011 г. според външни оценки. Тя е сравнително добре индустриализирана, със средно развит частен сектор и запазени малък брой стратегически държавни предприятия.

## Измерители на стопанското развитие
Има множество начини за измерване на икономическата активност на една страна. Тези методи за измерване включват:
- БВП на глава от населението
- Безработица
- Брутен вътрешен продукт
- Брутен национален продукт
- Валутен курс
- Лихвени проценти
- Национален дълг
- Потребителско търсене
- Процент на инфлацията
- Търговски баланс
- Фондов пазар

### Брутен вътрешен продукт
Брутният вътрешен продукт (БВП) на дадена страна, е мярка за големината на нейната икономика съдейки по стойността на произведените стоки и услуги за една отчетна/календарна година. Най-конвенционалният икономически анализ за страна разчита основно на икономически показатели като БВП и БВП на глава от населението. Макар това често да е удобно за използване, трябва да се има предвид, че БВП само включва икономическата активност, за която има размяна на пари.

## Прегряване на икономиката
Прегряване на икономиката означава надхвърляне на т. нар. „потенциален” брутен вътрешен продукт, при което ресурсите, до които биха имали достъп стопанските субекти, стават оскъдни, поради тяхното изчерпване, което води до ускоряване на инфлацията.